# Kis-Szivula
A Kis-Szivula (ukránul: Мала Сивуля) hegy a Kárpátokban, a Szivula nevű hegygerincen. 1818 méteres magasságával az Északkeleti-Kárpátokhoz tartozó Gorgánok egyik legmagasabb csúcsa. A gerincen tőle északnyugatra a legmagasabb (Nagy-)Szivula (1836 m), a Lopusna (1694 m) és a Borevka (1596 m) emelkedik. Ukrajnában, az Ivano-frankivszki területen található.
A Szivula gerince vízválasztót képez a Limnicja és a Szolotvini-Bisztricja felső folyása között. Kúp alakú csúcsa durva szemcséjű homokkőből áll. 3 méterig terjedő méretű kőlapok és -darabok borítják; a „kőfolyók” helyenként 1400 méteres magasságig vagy az alá is leereszkednek. A növényzetet 1400–1600 méteres magasságig fenyvesek, afölött törpefenyő uralja. A kőlapokat mohák, zuzmók borítják.

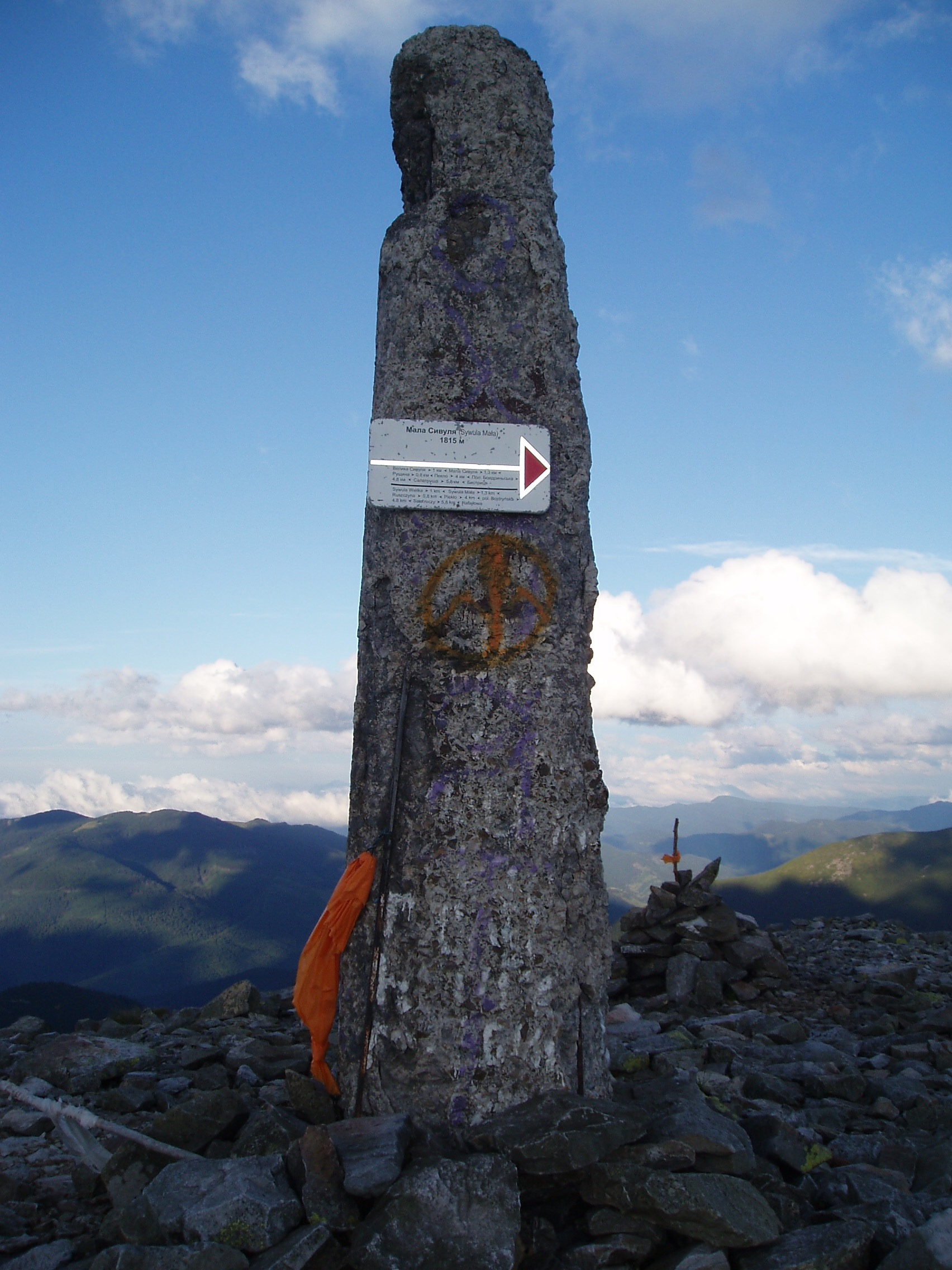
Oszlop a Kis-Szivula csúcsán

## Történelem
A hegy lejtőit első világháborús erődítések árkai szabdalják. 1920-tól a második világháborúig erre húzódott Csehszlovákia és Lengyelország határa, amiről katonai őrhelyek romjai is tanúskodnak.

## Turizmus
A Nagy- és Kis-Szivula népszerű túracélpont, elsősorban a májustól októberig tartó szezonban. Oszmoloda, Biszticja vagy Sztara Huta településekről indulva érhető el.